# Stemodia microphylla
Stemodia microphylla är en grobladsväxtart som beskrevs av Johann Anton Schmidt. Stemodia microphylla ingår i släktet Stemodia och familjen grobladsväxter. Inga underarter finns listade i Catalogue of Life.